# Knappnål

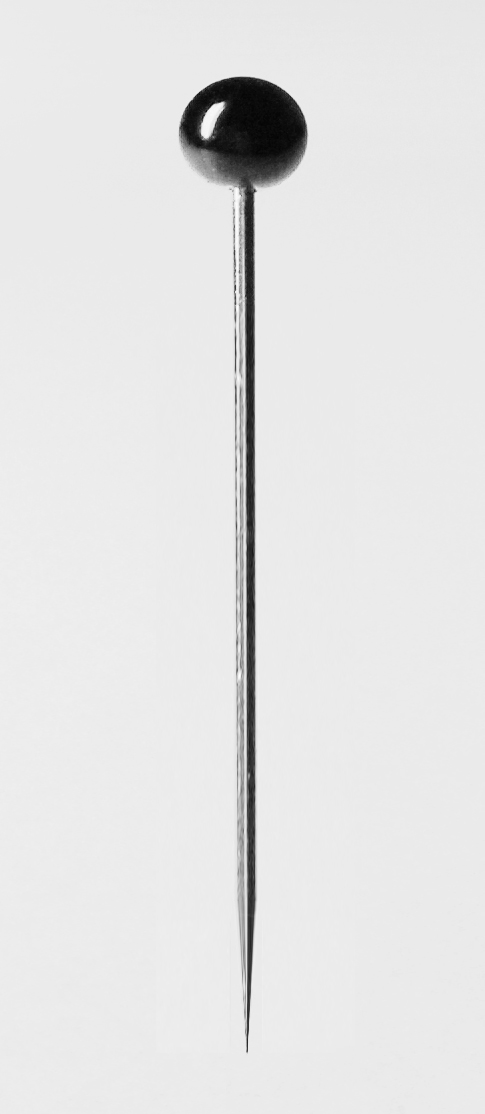
Knappnål med glashuvud.

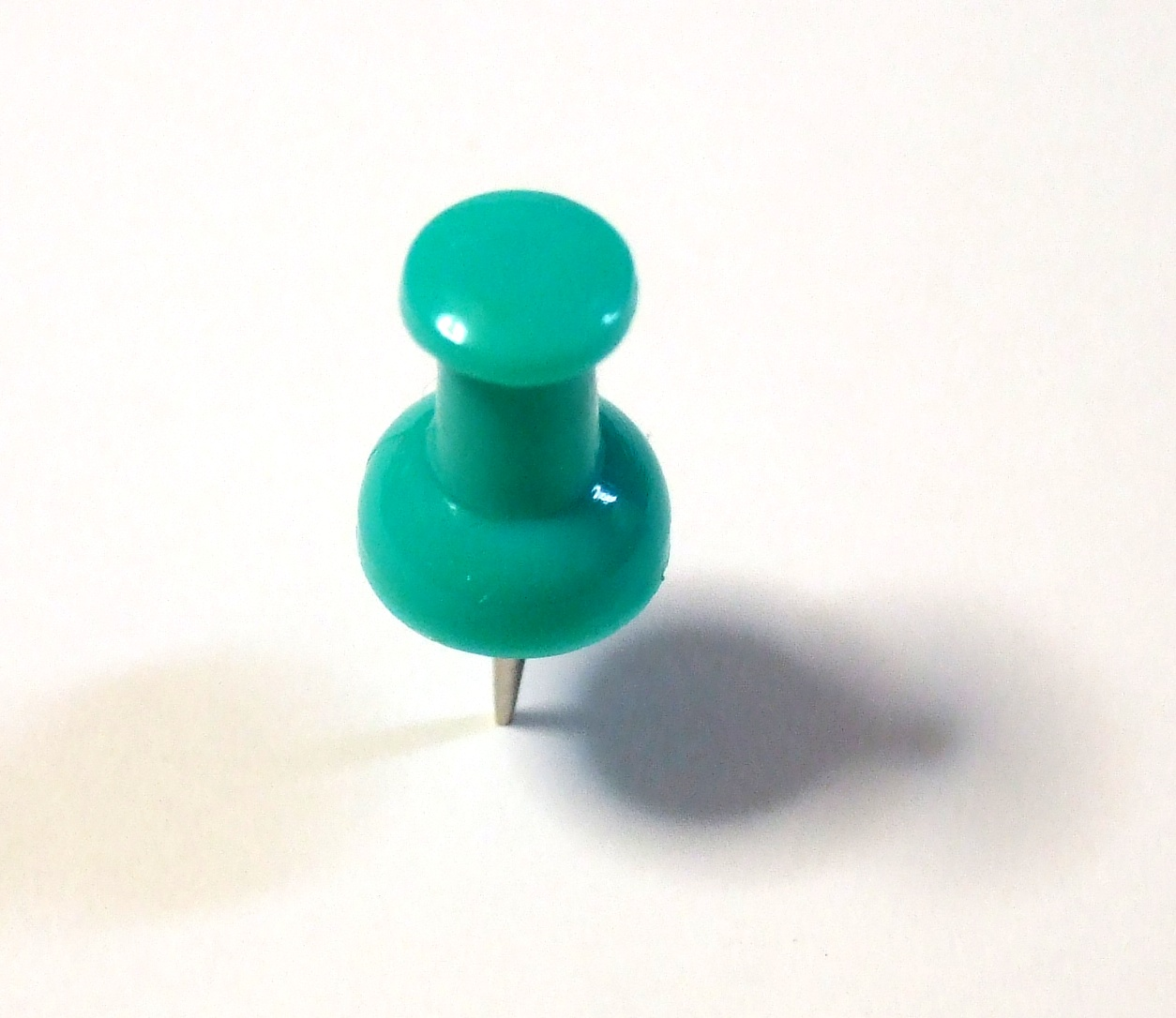
Knappnål för anslagstavlor.

En knappnål eller kartnål är en liten nål med huvud, till skillnad från synålen som har "öga". Knappnålshuvudet kan bestå av samma metall som nålen, färgat glas eller vara av plast. 

## Historia
Knappnålar gjordes länge för hand och har förekommit i Sverige sen medeltiden. På 1640-talet tillverkades knappnålar i mässing i Skultuna och 1665 bildade knappnålsmakarna eget skrå i Stockholm (att jämföras med de textila arbetena vars skrån var ytterst få!). I Gusum fanns 1742 en knappnålsfabrik.

## Användningsområden
Knappnålar används främst för att häfta ihop textila material tillfälligt före tråckling och/eller sömnad. Man kan enkelt markera längden på olika plagg som byxben eller kjolar och klänningar med knappnålar vid provning och lika enkelt flytta nålarna för korrigering av markeringen. Om nålarna placeras vinkelrätt mot avsedd söm i tyget är det möjligt att sy över dem med symaskin för permanent hopfogning utan att symaskinsnålen skadas. Knappnålar med huvud i glas tål värmen från strykjärn.
Knappnålar är också praktiska i andra hobbysammanhang, till exempel vid modellbygge där de kan häfta ihop pappersbitar tillfälligt eller permanent. I länder där gem är en okänd produkt, används knappnålar för att tillfälligt häfta samman pappersdokument. En kortare och kraftigare typ av nål med ett stort och något cylinderformat plasthuvud används ofta för att fästa lappar på anslagstavlor. På kartor kan positioner markeras med knappnålar.

## Uttryck
Knappnålens litenhet används för att illustrera tystnad i det svenska idiomet "så tyst att man kan höra en knappnål falla". Ett annat vanligt exempel är "leta efter en knappnål i en höstack", vilket innebär att ett sökande är näst intill omöjligt.

## Konstverk
Knappnålen finns också som konstverk på Wavrinskys plats i Göteborg och på Köpmangatan i Kumla. Konstverken är skapade av Ebba Matz, är 4,5 meter höga och går under beteckningen "Här". Det i Göteborg invigdes den 29 maj 2007.

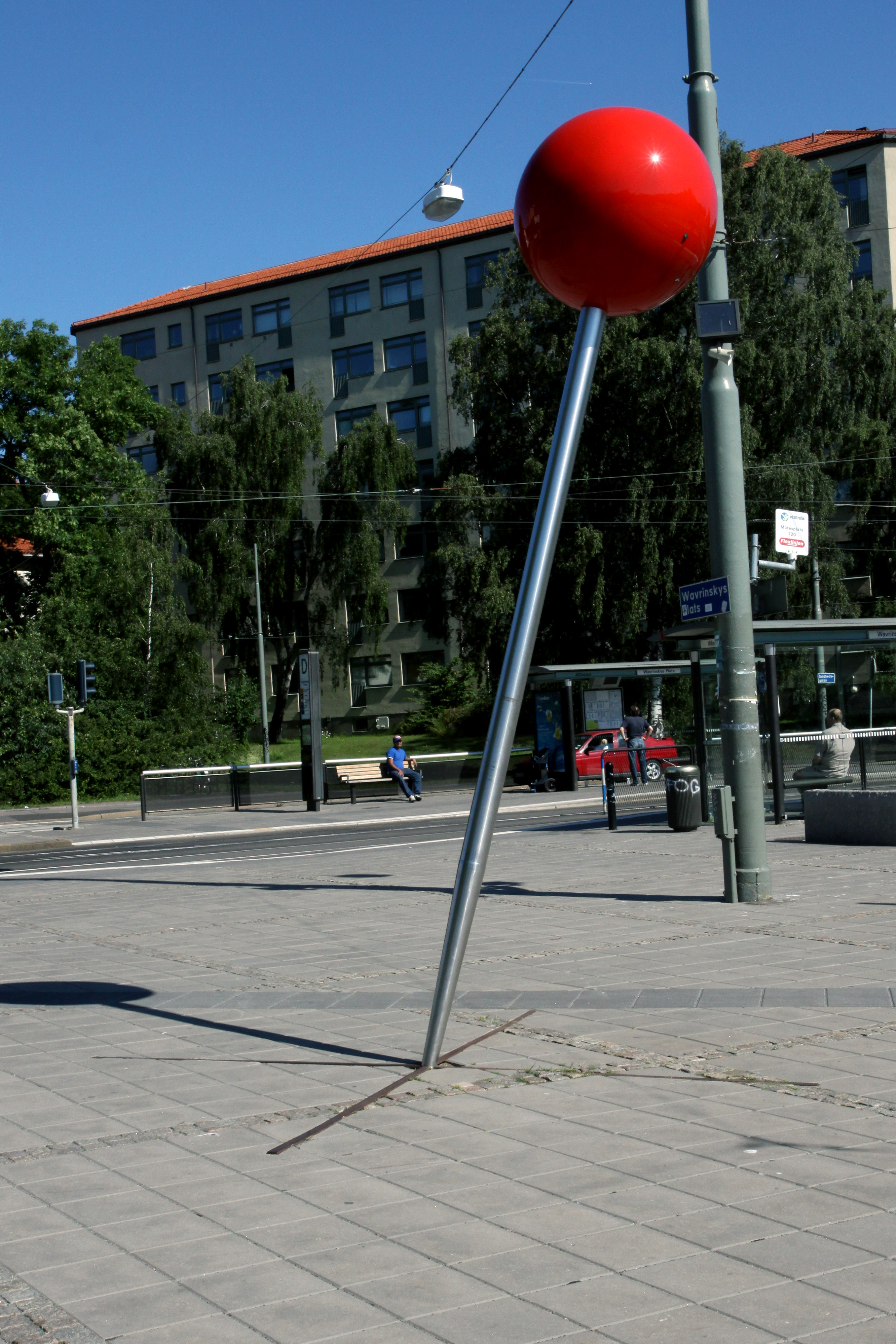
Knappnålen på Wavrinskys plats i Göteborg, 2009.
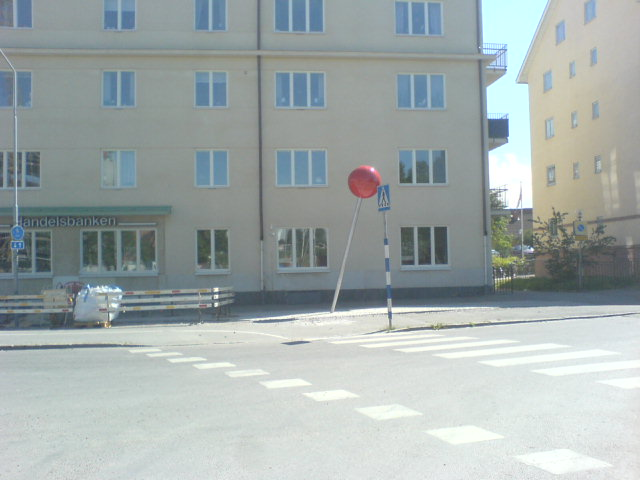
Knappnålen i centrala Kumla, 2008.